# Bill Millin

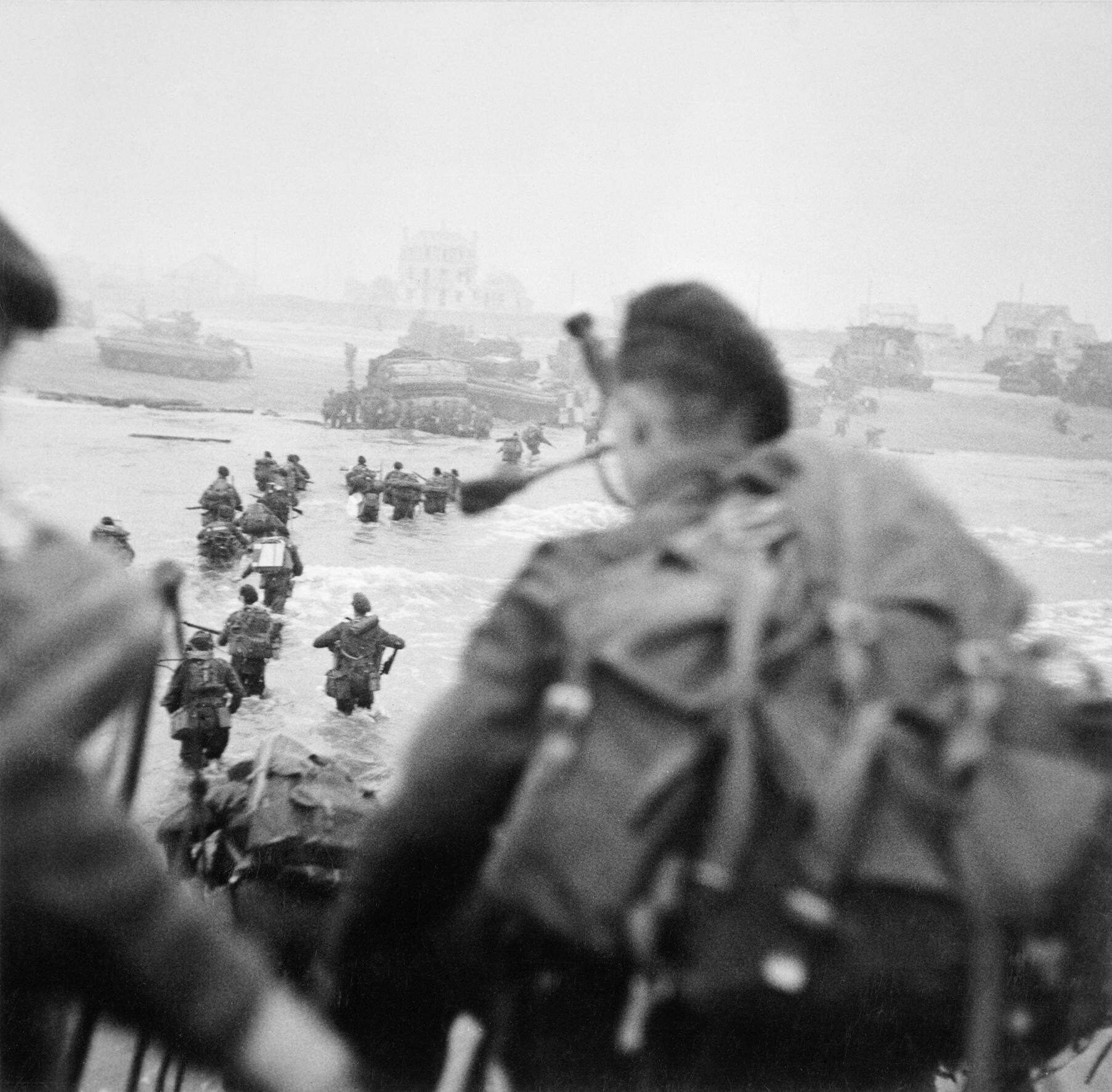
Debarcarea de pe plaja Sword. Cimpoierul Bill Millin în prim plan. Lordulo Lord Lovat, în dreapta coloanei, înaintează cu greu prin apă

Bill Millin, cunoscut și ca Piper Bill, (n. 1923 - d. 18 august 2010) a fost cimpoierul personal al Lordului Lovat, comandantul Brigăzii I Servicii Speciale, debarcate pe plaja Sword în Ziua Z.
Millin a rămas celebru pentru faptul că a cântat în timpul debarcării aliate din Normandia. Cimpoierii au condus în mod tradițional în luptă trupele de scoțieni, dar datorită pierderilor înregistrate în rândul cimpoierilor în timpul luptelor primului război mondial, această practică a fost interzisă în cadrul armatei britanice. Lord Lovat a ignorat acest ordin și tânărul Millin, (21 ani), a cântat fără oprire „Hielan' Laddie”  și „The Road to the Isles”, îmbărbătându-și camarazii în timp ce luau cu asalt fortificațiile plajei Sword. După cum au afirmat mai târziu soldați germani căzuți prizonieri, ei nu au tras asupra lui Millin deoarece l-au crezut nebun.
După război, el și-a jucat propriul rol în filmul „Ziua cea mai lungă” (1962) și a cântat la funerariile Lordului Lovat din 1995.